# Fröhliche Ostern
Fröhliche Ostern (Originaltitel: Joyeuses Pâques) ist eine actionreiche französische Filmkomödie aus dem Jahr 1984. Unter der Regie von Georges Lautner steht der französische Kinostar Jean-Paul Belmondo in einer Verwechslungskomödie vor der Kamera. Der Kinostart in Frankreich war am 24. Oktober 1984 und in Westdeutschland am 22. März 1985.

## Handlung
Stéphane Margelle ist ein reicher Industrieller und vor allem ein Verführer. Er bringt seine Frau zum Flughafen und trifft dort zufällig auf Julie. Er bietet ihr an, sie mitzunehmen, mit dem Ziel, sie zu verführen. Am Abend angekommen in seiner Wohnung taucht jedoch kurz darauf seine Frau auf, da sie aufgrund eines Streiks des Flughafenpersonals nicht abfliegen konnte. Er gibt Julie als seine Tochter aus, um nicht den versuchten Ehebruch beichten zu müssen. Julie spielt diese Rolle im Verlauf des Filmes mit.

## Hintergrund
Das Budget des Films betrug 6 Mio. Euro. Die Dreharbeiten fanden in Nizza statt. Wie in den meisten seiner Filme übernahm Belmondo auch hier die Ausführung aller seiner Stunts selbst. Der Film verzeichnete knapp 3,5 Millionen Kinobesucher in Frankreich und 871.702 in Westdeutschland.
Der Film entstand auf der Grundlage des gleichnamigen Theaterstücks von Jean Poiret (1980 uraufgeführt im Théâtre du Palais-Royal), der auch zusammen mit Georges Lautner das Drehbuch verfasste.

## Kritiken
„An der Côte d'Azur angesiedelte, wenig originelle Verwechslungskomödie, die auch durch die eingestreuten Actionszenen nicht viel interessanter wird.“

„So amüsant war schon lange kein Belmondo-Film mehr, auch wenn am Ende doch wieder die Action die Oberhand behält. Die Dialoge sind (nicht zuletzt dank Rainer Brandts Synchronisation) unglaublich komisch. Daß dabei auch die sozialistische Regierung Frankreichs verspottet wird, tut dem Vergnügen keinen Abbruch. Fröhliche Ostern ist künstlerisch sicherlich bedeutungslos, doch wen kümmert Innovation, wenn Bewährtes so vergnüglich funktioniert.“